# Ала
Вижте пояснителната страница за други значения на Ала.
Ала (на италиански: Ala; на немски: Ahl am Etsch, Ал ам Еч и Halla, Хала) е град в Северна Италия.

## География
Градът се намира в провинция Тренто на област (регион) Трентино-Алто Адидже. Разположен е на река Адидже на 180 m надморска височина и територия 119,87 km2. Има жп гара. Население 8790 жители по данни от преброяването към 1 януари 2009 г.

## Личности
Родени
- Джанфранческо Малфати (1731 – 1807), италиански математик
- Венере Пицинато (р. 1896), италиански столетник